# Agathis lanceolata
Agathis lanceolata – gatunek drzewa z rodziny araukariowatych (Araucariaceae). Jest endemitem Nowej Kaledonii, gdzie rośnie głównie w południowej części wyspy w lasach na wysokościach od 100 do 900 m n.p.m. Gatunek ten był w przeszłości przedmiotem intensywnej eksploatacji i współcześnie z rozległego zasięgu zachowały się rozproszone, niewielkie populacje, z których żadna nie przekracza tysiąca dorosłych okazów.

## Morfologia

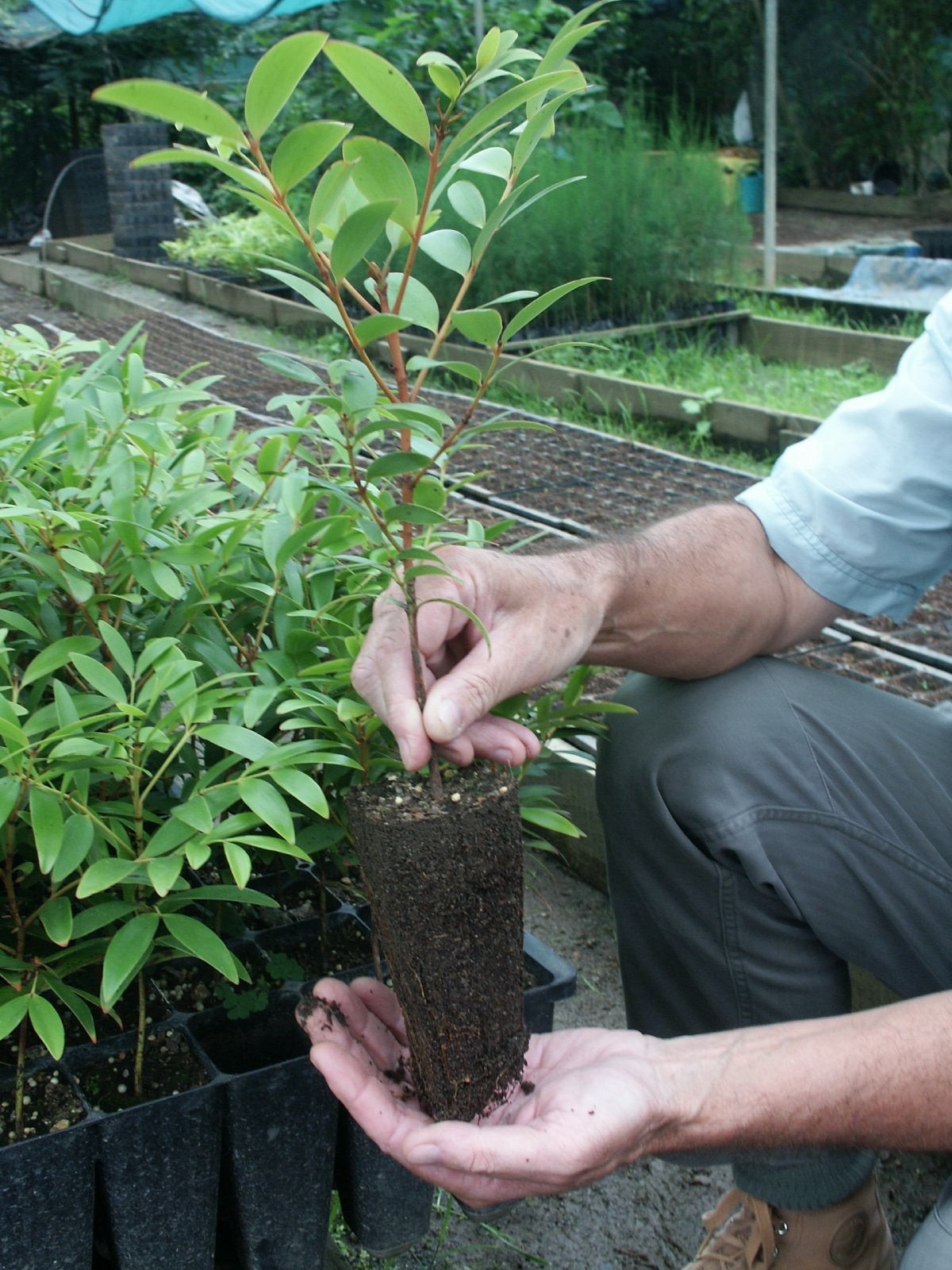
Sadzonka

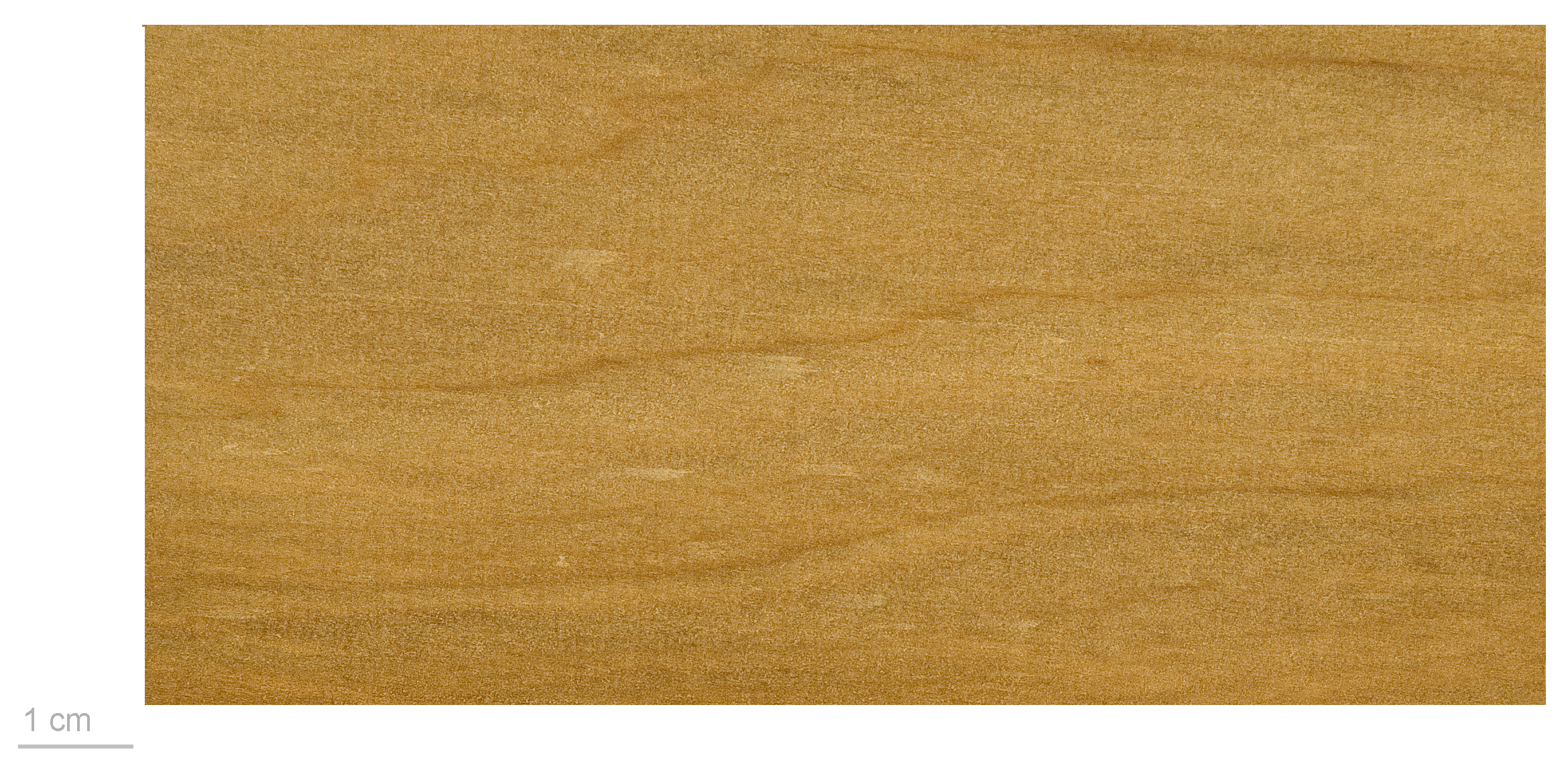
Drewno

PokrójDrzewo osiągające 40 m wysokości, nierzadko z nierozgałęzionym, czystym pniem do wysokości 15 m. Kora jest łuskowata czerwono-brązowa. Korona jest gęsta i nieregularna, konary wznoszą się ku górze.
LiścieMłodociane liście osiągają 9 cm długości przy 3,5 cm szerokości. Liście właściwe są nieco krótsze - mają 6–8 cm długości i 1,6–2 cm szerokości. Blaszka liściowa osadzona na krótkim ogonku liściowym ma kształt lancetowaty do eliptycznego, na szczycie jest zaostrzona, brzegi są nieco podwinięte. Z wierzchu liście są ciemnozielone, na brzegach są jaśniejsze.
Organy generatywneSzyszki męskie wyrastają parami w kątach liści na krótkich szypułach do 4 mm długości. Strobile te mają długość od 13 do 23 mm i średnicę do 10 mm. Szyszki żeńskie są kulisto-eliptyczne, o długości do 12 cm i szerokości do 10 cm.
NasionaOwalne o długości ok. 1,5 cm i szerokości 0,7 cm zaopatrzone jest w okazałe skrzydełko osiągające 2 cm długości i 1,3 cm szerokości.